# Reynald Bouchard
Pour les articles homonymes, voir Bouchard.
 (septembre 2022).
Reynald Bouchard, né en 1945 et mort le 9 août 2009 à Montréal est acteur et dramaturge québécois.

## Biographie
Diplômé en 1969 du Conservatoire d'art dramatique de Montréal, il joue des rôles au cinéma, au théâtre et dans plusieurs séries à la télévision. Il écrit également pour la télévision, le cinéma et la radio. Fondateur et directeur de l'Auguste théâtre depuis 1999, il crée des spectacles-événements comme « Noël dans le Parc ». 
Reynald Bouchard est le conjoint de la danseuse Louise Lecavalier.

## Filmographie

### Cinéma
- 1971 : On est loin du soleil : Gérard Bessette
- 1972 : La Vraie Nature de Bernadette : Rock
- 1975 : La Tête de Normande St-Onge : Carol
- 1986 : La Guêpe : Conseiller financier
- 1987 : Les Modernes (The Moderns)
- 1993 : Matusalem
- 1997 : La Vengeance de la femme en noir : Musicien slovénochèque
- 1999 : La Veuve de Saint-Pierre
- 2002 : Séraphin : Un homme et son péché de Charles Binamé : Nicolas Fournier
- 2005 : Aurore
- 2006 : Ma tante Aline
- 2008 : Dédé, à travers les brumes : père de Dédé Fortin

### Télévision
- 1979 : Pop Citrouille
- 1980 : Les Fils de la liberté
- 1990 : Les Filles de Caleb (série télévisée) : Curé Grenier
- 1993 : Blanche : Curé Grenier
- 1995 : Scoop IV : Serge Boivin
- 1996 : Marguerite Volant : Fichaud
- 1996 : Les Héritiers Duval
- 1996 : Les héritiers Duval : M. Tremblay
- 2005 : Félix Leclerc : Bozo
- 2001 : Fortier
- 2004 : Les Bougon, c'est aussi ça la vie!
- 2006 : Le Négociateur : Sarto Cartier
- Watatatow
- René Lévesque : Louis Bernard

## Théâtre
Reynald Bouchard a écrit pour le théâtre et joué plusieurs pièces dont il est l'auteur :
- Chants à la chandelle
- Le monde de Jos Bello
- Pour rejoindre celle qu'il aime il creuse un tunnel jusqu'en Chine
- Le cri d'un clown